# ユニオンアリーナ
ユニオンアリーナ（英語表記：UNION ARENA）は、バンダイから発売されているトレーディングカードゲーム。2022年12月よりスタート。

## 綱要
これまでの単独作品のトレカゲーム(BLEACHは過去にバンダイで単独カードゲームがある)と違い、違う作品が同じルールで遊べるカードゲームになっている。
作品は参加する時デッキとブースターが発売される。
主にVジャンプ、勉タメジャンプなどに付録が付く。
大会イベントはバトルスピリッツ、ワンピースカードゲーム、ドラゴンボールカードゲーム、デジモンカードゲームの4商品と一緒に共同でバンダイカードゲームフェスとして世界9カ国で行われた。日本は幕張メッセにて開催。

## 参加作品
UA01　コードギアス反逆のルルーシュ
UA02　呪術廻戦
UA03　HUNTER×HUNTER
UA04　アイドルマスター シャイニーカラーズ
UA05　鬼滅の刃
UA06　テイルズ・オブ・アライズ
UA07　転生したらスライムだった件
UA08　BLEACH 千年血戦篇
UA09　僕とロボコ
UA10　僕のヒーローアカデミア
UA11　銀魂
UA12　ブルーロック
UA13　鉄拳7
UA14　Dr.STONE
UA15　ソードアート・オンライン
UA16　SYNDUALITY Noir
UA17　トリコ
UA18　勝利の女神:NIKKE
UA19　ハイキュー!!
UA20　ブラック・クローバー
UA21　幽☆遊☆白書
UA22　GAMERA Rebirth
UA23　進撃の巨人
UA24　SHY
UA25　アンデッドアンラック
UA26　君のことが大大大大大好きな100人の彼女
UA27　学園アイドルマスター
UA28　怪獣8号
UA29　仮面ライダー
UA30　アークナイツ
UA31　魔法少女まどか☆マギカ
UA32　シャングリラ・フロンティア
UA33　2.5次元の誘惑
UA34　コードギアス奪還のロゼ
UA35　ワンパンマン
UA36　マクロスシリーズ
UA37　鋼の錬金術師
UA38　WIND BREAKER
UA39　キン肉マン 完璧超人始祖編
UA40　Re:ゼロから始める異世界生活　
UA41　るろうに剣心
UA42 〈物語〉シリーズ
UA43　 SAKAMOTO DAYS
UA44　ヱヴァンゲリヲン 新劇場版
UA45　 ToLOVEる & ToLOVEるダークネス
UA46　 カグラバチ
UA47　 東京喰種
今後販売予定
- 俺だけレベルアップな件
- キングダム
- 魔都精兵のスレイブ